# Regina (Sascachevão)
Regina é a capital da província canadense de Sascachevão. Regina é a segunda maior cidade da província depois de Saskatoon, e um centro cultural e comercial para o sul de Sascachevão.
Regina era anteriormente a sede do governo dos Territórios do Noroeste, da qual as províncias atuais de Sascachevão e Alberta formaram parte e do Distrito de Assiniboia. O local foi anteriormente chamado de Wascana ("Buffalo Bones" em Cree), mas foi renomeado para Regina (do latim "Queen") em 1882 em homenagem à Rainha Vitória. Essa decisão foi feita pela filha da Rainha Vitória, a Princesa Louise, que era a esposa do Governador Geral do Canadá, o Marquês de Lorne.
Ao contrário de outras cidades planejadas no oeste canadense, em sua planície plana sem árvores, Regina tem poucas características topográficas. Os planejadores adiantados aproveitaram essa oportunidade ao represar o riacho para criar um lago decorativo ao sul do distrito central de negócios com uma represa a um quarteirão e meio da ponte Albert Street de 260 metros de comprimento através do novo lago. A importância de Regina foi confirmada quando a nova província de Saskatchewan designou a cidade como sua capital em 1906. O centro Wascana, criado em torno do ponto focal do Lago Wascana, continua a ser uma das atrações de Regina, contém o Legislativo Provincial, ambos os campos da Universidade de Regina, a Universidade das Primeiras Nações do Canadá, o museu provincial de história natural, o Conservatório de Regina, o Centro de Ciência de Sascachevão, a Galeria de Arte Mackenzie e o Centro de Artes de Sascachevão.
Em 1912, o Ciclone Regina destruiu grande parte da cidade, na década de 1930 em meio à seca e à Grande Depressão que atingiu as Pradarias canadenses, houve uma grave crise econômica na região, já que ouve danos no cultivo de grãos devido a terra seca. Nos últimos anos, os recursos agrícolas e minerais de Sascachevão entraram em uma nova demanda e ocasionou um novo período de forte crescimento econômico.
A população da região metropolitana de Regina em 2016 foi de 236 mil habitantes, crescendo 12% desde 2011 de acordo com a Statistics Canada.

## História

### Historia antiga (1882–1945)
Regina foi fundada em 1882 quando ficou claro que Edgar Dewdney, o tenente-governador dos Territórios do Noroeste, não admitia que as cidades de Battleford, Troy e Fort Qu'Appelle fossem aceitas como sede do governo territorial. Essas comunidades foram amplamente consideradas locais mais adequados para o que era previsto ser uma metrópole muito importante para as planícies canadenses.
O tenente-governador Dewdney havia adquirido terras adjacentes, perto de um pequeno riacho de escoamento de água, alguns poucos quilômetros de sua origem, meio ao que são agora os campos de trigo. Houve um "óbvio conflito de interesses" na escolha de Dewdney, ao escolher o local como sede do governo o que gerou um escândalo nacional na época. Os territórios eram remotos e pouco preocupantes mas a princesa Luísa, duquesa de Argyll, esposa do então governador-geral do Canadá, nomeou a nova comunidade com o nome de Regina, em homenagem a peça teatral Victoria Regina sobre sua mãe, a rainha Vitória. Considerações comerciais prevaleceram e o desenvolvimento autêntico da cidade logo começou com uma coleção de casebres de madeira e tendas agrupadas em torno do local.

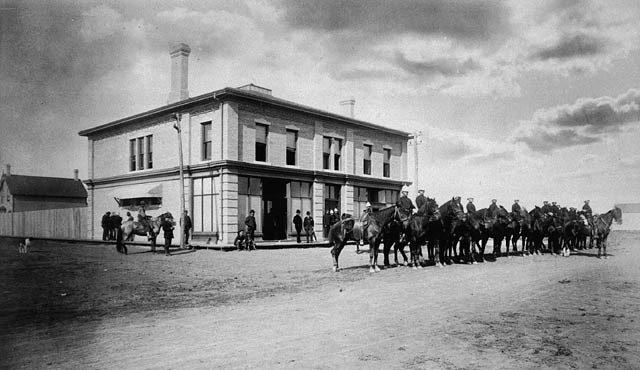
O Regina Court House durante o julgamento de Louis Riel em 1885. Ele foi trazido para Regina depois de seguir a rebelião de Saskatchewan.

Regina alcançou reconhecimento nacional em 1885 durante a Rebelião de Saskatchewan, quando as tropas puderam ser transportadas principalmente de trem do leste do Canadá até a Estação Qu'Appelle, antes de marchar para o campo de batalha no noroeste do país. Appelle foi o principal centro de desembarque e distribuição até 1890, quando a conclusão da estação Qu'Appelle, Long Lake e a ferrovia de Sascachevão ligaram Regina a Saskatoon e Prince Albert. Posteriormente, o líder da rebelião, Louis Riel, foi julgado e enforcado em Regina, dando à pequena comunidade um aumento e, na época, uma atenção nacional indesejada em relação a uma figura que na época foi considerada um vilão no Canadá Superior. O episódio, incluindo a prisão, julgamento e execução de Riel, trouxe ao novo líder de Regina o reconhecimento nacional.
Regina foi incorporada como cidade em 19 de junho de 1903, e foi proclamada a capital da província de Sascachevão em 1905, em 23 de maio de 1906, pelo primeiro governo provincial, liderado pelo primeiro-ministro Walter Scott; o monumental Edifício Legislativo de Saskatchewan foi construído entre 1908 e 1912.

### História moderna (1945–presente)
Houve uma proliferação de shopping centers a partir dos anos 1960 e "grandes lojas" na década de 1990 na periferia, juntamente com um fluxo de entretenimento para a periferia da cidade. A antiga loja de departamentos da Companhia da Baía de Hudson foi convertida em escritórios; O Globe Theatre, localizado no antigo edifício dos Correios, o Cassino de Regina na antiga estação de trem, o Cornwall Centre e os restaurantes do centro hoje atraem as pessoas para o centro novamente.
Em 1962, o Centro Wascana foi construído, em um esforço para tornar Regina tão agradável e gratificante para os moradores quanto há muito tempo era a "metrópole" para fazendeiros e moradores de pequenas cidades vizinhas. Apesar do cenário, e de sempre ter sido comparada com outros locais mais prováveis para a capital, os resultados dos esforços foram favoráveis.
Recentemente, os edifícios mais antigos foram colocados em novos usos, incluindo a antiga Escola Normal no campus do Regina College da Universidade de Regina e o antigo Post Office no Scarth Street Mall. O Warehouse District, adjacente ao distrito central de negócios ao norte, tornou-se um distrito comercial e residencial desejável, já que os armazéns históricos foram convertidos em varejo, casas noturnas e uso residencial.

## Geografia
A cidade está situada em uma planície ampla, plana, sem árvores e sem água, exceto por um grande aquífero subterrâneo. Na época de sua fundação, houve um escândalo nacional e notório quanto a transações corruptas na época para regar e arborizar amplamente os parques florestais.
Há uma abundância de parques e espaços verdes, todas as suas árvores (cerca de 300 mil arbustos e outras plantas) foram plantadas à mão. Como em outras cidades das pradarias, os ulmeiros foram plantados nos quintais da frente, em bairros residenciais e avenidas ao longo das principais vias de tráfego e são a espécie dominante na floresta urbana.
Nos últimos anos, o padrão dos terrenos das escolas primárias e secundárias (áreas de campo) foi repensado e tais terrenos foram ajardinados com colinas e parques artificiais. As novas subdivisões residenciais no noroeste e sudeste têm, em vez de esgotos pluviais de escoamento, lagoas decorativas com paisagismo.
A paisagem urbana está ameaçada pela grafiose, que se espalhou pela América do Norte a partir da costa leste e chegou agora às pradarias canadenses; por enquanto, a ameaça está sendo controlada por programas de combate à pragas e espécies não-suscetíveis à doença estão sendo plantadas; a doença tem o potencial de eliminar a população de ulmeiros em Regina.

### Clima
Regina possui um clima continental seco (classificação climática de Köppen). Regina tem verões quentes e invernos frios e secos, propensos a extremos em todas as épocas do ano. A precipitação média anual é de 389.7 mm e é mais intensa entre junho e agosto, sendo junho o mês mais chuvoso com uma média de 75 mm de precipitação. A temperatura média diária anual é de 3,1°C. A temperatura mais baixa já registrada foi de -50,0°C em 1 de janeiro de 1885, enquanto a mais alta temperatura registrada foi de 43,9°C em 5 de julho de 1937.
| Dados climatológicos para Dados climáticos do Aeroporto Internacional de Regina, 1981−2010, extremos de 1883 até o presente | Dados climatológicos para Dados climáticos do Aeroporto Internacional de Regina, 1981−2010, extremos de 1883 até o presente | Dados climatológicos para Dados climáticos do Aeroporto Internacional de Regina, 1981−2010, extremos de 1883 até o presente | Dados climatológicos para Dados climáticos do Aeroporto Internacional de Regina, 1981−2010, extremos de 1883 até o presente | Dados climatológicos para Dados climáticos do Aeroporto Internacional de Regina, 1981−2010, extremos de 1883 até o presente | Dados climatológicos para Dados climáticos do Aeroporto Internacional de Regina, 1981−2010, extremos de 1883 até o presente | Dados climatológicos para Dados climáticos do Aeroporto Internacional de Regina, 1981−2010, extremos de 1883 até o presente | Dados climatológicos para Dados climáticos do Aeroporto Internacional de Regina, 1981−2010, extremos de 1883 até o presente | Dados climatológicos para Dados climáticos do Aeroporto Internacional de Regina, 1981−2010, extremos de 1883 até o presente | Dados climatológicos para Dados climáticos do Aeroporto Internacional de Regina, 1981−2010, extremos de 1883 até o presente | Dados climatológicos para Dados climáticos do Aeroporto Internacional de Regina, 1981−2010, extremos de 1883 até o presente | Dados climatológicos para Dados climáticos do Aeroporto Internacional de Regina, 1981−2010, extremos de 1883 até o presente | Dados climatológicos para Dados climáticos do Aeroporto Internacional de Regina, 1981−2010, extremos de 1883 até o presente | Dados climatológicos para Dados climáticos do Aeroporto Internacional de Regina, 1981−2010, extremos de 1883 até o presente |
| Mês | Jan | Fev | Mar | Abr | Mai | Jun | Jul | Ago | Set | Out | Nov | Dez | Ano |
| --- | --- | --- | --- | --- | --- | --- | --- | --- | --- | --- | --- | --- | --- |
| Temperatura máxima recorde (°C)                                                                                             | 10,4 | 15,6 | 24,4 | 32,8 | 37,2 | 40,6 | 43,3 | 40,6 | 37,2 | 32,0 | 23,6 | 15,0 | 43,3 |
| Temperatura máxima média (°C)                                                                                               | −9,3 | −6,4 | 0,4 | 11,6 | 18,5 | 22,8 | 25,8 | 25,5 | 19,1 | 11,0 | 0,1 | −7,1 | 9,3 |
| Temperatura média compensada (°C)                                                                                           | −14,7 | −11,7 | −4,8 | 4,8 | 11,3 | 16,2 | 18,9 | 18,1 | 11,8 | 4,3 | −5,2 | −12,4 | 3,1 |
| Temperatura mínima média (°C)                                                                                               | −20,1 | −17,0 | −9,9 | −2,0 | 4,1 | 9,5 | 11,9 | 10,7 | 4,6 | −2,4 | −10,5 | −17,7 | −3,2 |
| Temperatura mínima recorde (°C)                                                                                             | −50,0 | −47,8 | −40,6 | −28,9 | −13,3 | −5,6 | −2,2 | −5,0 | −16,1 | −26,1 | −37,2 | −48,3 | −50,0 |
| Precipitação (mm) | 15,3 | 9,4 | 19,7 | 24,1 | 51,4 | 70,9 | 66,9 | 44,8 | 32,8 | 24,5 | 14,2 | 15,7 | 389,7 |
| Dias com chuva | 0,85 | 0,77 | 2,5 | 6,3 | 10,5 | 13,5 | 10,8 | 9,5 | 8,7 | 6,1 | 1,7 | 1,0 | 72,3 |
| Dias com neve | 11,7 | 8,8 | 8,5 | 3,3 | 0,96 | 0,04 | 0,0 | 0,0 | 0,52 | 2,7 | 8,2 | 11,7 | 56,2 |
| Insolação (h) | 96,1 | 133,5 | 154,5 | 236,6 | 262,4 | 277,7 | 325,4 | 287,4 | 198,1 | 163,3 | 97,9 | 85,4 | 2 318,2 |
| Fonte: Environment Canada                                                                                                   | | | | | | | | | | | | | |